# Le Journal d'un fou (Lu Xun)
Pour les articles homonymes, voir Le Journal d'un fou.
Le Journal d'un fou (chinois traditionnel : 狂人日記 ; chinois simplifié : 狂人日记 ; pinyin : Kuángrén Rìjì) est une nouvelle de l'écrivain Lu Xun, première œuvre de la littérature chinoise moderne écrite en chinois vernaculaire (à l'exception de la préface, en chinois littéraire). Lu Xun y montre les effets de la culture traditionnelle sur les individus, à travers la métaphore du cannibalisme. Cette œuvre est considérée comme un texte fondateur par le Mouvement du 4 mai. 

## Présentation
La nouvelle se présente sous la forme d'extraits d'un journal rédigé par un jeune homme atteint de délire de persécution, persuadé que son entourage, voisins et famille, est composé de « mangeurs d'hommes ». À la lecture d'un livre d'histoire, rempli des mots « Bienveillance, Justice, Voie et Vertu » (les vertus de l'humanisme classique), le fou supposé découvre « écrits partout entre les lignes sur toutes les pages, d'un bout à l'autre du volume, les mêmes mots toujours répétés : ″manger de l'homme″. »  Persuadé que son propre frère a mangé sa petite sœur morte à l'âge de cinq ans, croyant comprendre que depuis plus de quatre mille ans les hommes mangent de l'homme, le fou en vient à se demander s'il n'est pas lui-même devenu cannibale à son insu. La nouvelle se termine sur ces mots : « Se pourrait-il qu'il y ait encore des enfants qui n'ont pas mangé de l'homme ? Sauvez-les !... »

## Analyse et commentaire

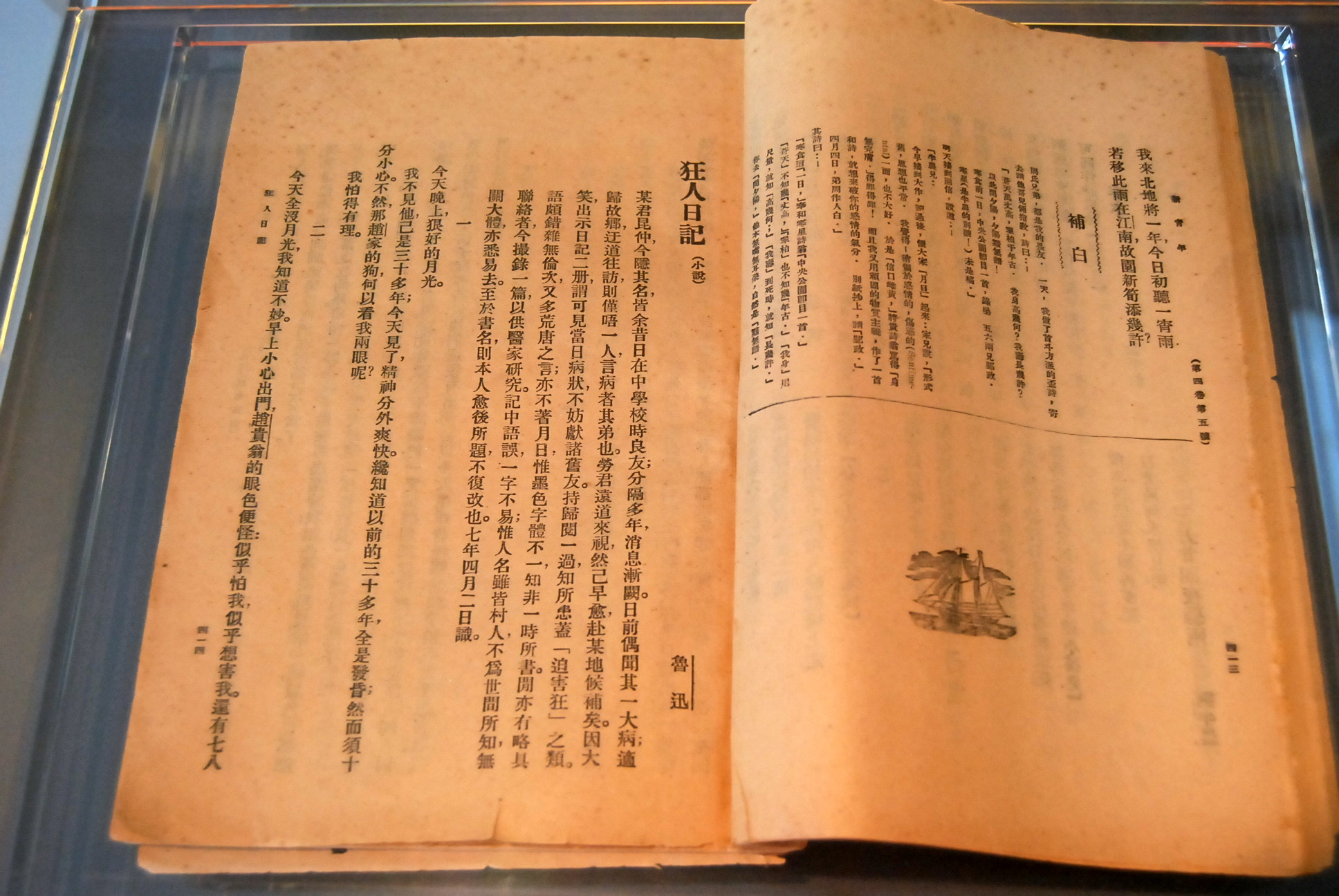
« Le Journal d'un fou » dans Nouvelle Jeunesse. Musée Lu Xun, Pékin.

La nouvelle Le Journal d'un fou, dont le titre est emprunté à l'écrivain russe Gogol, est publiée le 5 mai 1918 dans la revue Nouvelle Jeunesse, fondée par Chen Duxiu. Elle est la première œuvre littéraire écrite en chinois vernaculaire après la publication du manifeste de Hu Shi appelant à l'abandon du chinois littéraire, dans la même revue, en 1917. Si la forme du journal est déjà connue dans la littérature chinoise, c'est toutefois la première œuvre qui adopte un point de vue aussi subjectif (celui du « fou ») dans la littérature chinoise, sous la forme d'un journal intime,.
Le cannibalisme est la métaphore du comportement des êtres humains les uns envers les autres, et une conséquence de la culture chinoise traditionnelle. Le thème du cannibalisme est récurrent dans l'œuvre de Lu Xun. Dans un texte de 1925, il le relie explicitement à l'histoire de la Chine : « Notre civilisation chinoise tant vantée n'est qu'un festin de chair humaine accommodée pour les riches et les puissants. Et la Chine n'est que la cuisine où se prépare ces festins. »
Selon Michelle Loi, le Journal d'un fou est l'un des textes les « plus étonnants de l'œuvre de Lu Xun en ce qu'il associe [...] la beauté d'un poème en prose à l'exactitude d'un diagnostic médical et d'un bilan social [...], tel un appel pathétique — appel peut-être bien désespéré à l'époque — en faveur de la jeunesse. »
La nouvelle est reprise en recueil dans Cris en 1923.

## Prolongements
Adaptation en bande dessinée : Giuseppe Palumbo, Le Journal d'un fou, édition Rackham, 2002.
L'écrivain Zheng Yi a enquêté sur les actes de cannibalisme commis dans la province du Guangxi durant la Révolution culturelle. Il décrit d'horribles scènes de cannibalisme, affirmant qu'au moins 10 000 personnes furent tuées et mangées en Chine durant cette période. Se référant à Lu Xun, il écrit : « Ce qui n'était que du symbolisme dans son roman était malheureusement devenu réalité dans la grandiose et radieuse société socialiste. »